# 村上宗治
村上 宗治（むらかみ そうじ、1893年（明治26年）9月26日 - 1955年（昭和30年）3月18日）は、大日本帝国陸軍軍人。最終階級は陸軍少将。

## 経歴
1893年（明治26年）に愛媛県で生まれた。陸軍士官学校第26期卒業。1938年（昭和13年）2月に中支那派遣軍高級副官に就任し、日中戦争に出動。1939年（昭和14年）3月9日に陸軍歩兵大佐進級と同時に歩兵第12連隊長に就任し、1940年（昭和15年）8月1日に第55師団司令部附となり、12月2日に舞鶴要塞司令官を経て、1942年（昭和17年）4月に熊本陸軍教導学校長に就任した。
1943年（昭和18年）3月1日に陸軍少将に進級し、6月10日に歩兵第72旅団長（第13軍・第65師団）に就任し、中国戦線に復帰。徐州に駐屯し、警備に当たった。1944年（昭和19年）8月に東部軍司令部附となり、1945年（昭和20年）2月1日に東部軍管区司令部附を経て、2月20日に独立歩兵第5旅団長（支那派遣軍・第6方面軍）に就任し、荊州で終戦を迎えた。
1948年（昭和23年）1月31日、公職追放仮指定を受けた。